# Caudron C.160
Dimensions
Le Caudron C.160 est un avion d'entraînement français construit par Caudron à la fin des années 1920. 
C'était un biplan biplace propulsé par un Salmson 5Ac 5 cylindres radiaux de 65 ch.
Une version C.161 biplace de tourisme également construite en bois a été produite en 1927 avec les caractéristiques suivantes :
- Masse à totale : 584 kg
- Vitesse ascensionnelle : 1 000 m en 0 h 11 min 15 s